# Гаррис, Мик
Мик Гаррис (англ. Mick Garris; родился 4 декабря 1951 года) — американский кинорежиссёр и сценарист.

## Биография

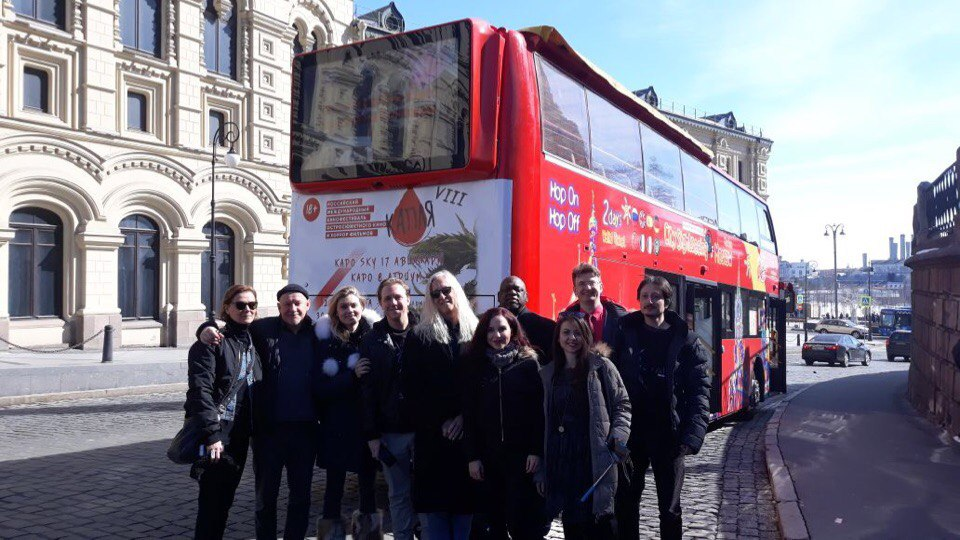
В Москве

Стал известен киноадаптациями рассказов Стивена Кинга и созданием сериала Мастера ужасов для кабельного телеканала Showtime. Был соавтором сценария и исполнительным продюсером фильма Фокус-покус. Также принимал участие в качестве режиссёра в киноадаптации рассказа Стивена Кинга «Мешок с костями».
В 1998 году поставленный им мини-сериал «Сияние» получил премию «Сатурн» за лучшую телепостановку.
Гаррис — атеист.

## Фильмография

### Режиссёр
- 1986: Удивительные истории (эпизод «Жизнь в камере смертников»)
- 1988: Зубастики 2
- 1990: Психо 4: В начале
- 1992: Лунатики
- 1994: Противостояние
- 1997: Автострада
- 1997: Сияние
- 2004: Верхом на пуле
- 2005: Шоколад
- 2006: Обречённость
- 2011: Мешок с костями
- 2018: Кинотеатр кошмаров (1 новелла)

### Сценарист
- 1986: Удивительные истории (эпизоды «Гриббл», «Жизнь в камере смертников» и «Идите к доске»)
- 1987: Батарейки не прилагаются
- 1988: Зубастики 2
- 1989: Муха 2
- 1993: Фокус-покус
- 1996: Майкл Джексон: Призраки (доработка сценария)
- 2004: Верхом на пуле
- 2005: История Хэккеля
- 2005: Шоколад